# Deg Xinag
Die Deg Xit'an bzw. Deg Xut'an (phonetisch korrektere Schreibweise) oder Deg Hit'an („Einheimische“, „Locals“, „Bewohner eines Gebiets“) (auch: Deg Xinag, Deg Hitan, Degexit'an), sind eine indianische Stammesgruppe entlang des Anvik River, des Innoko River, des Lower Yukon River sowie des Middle Kuskokwim River im Interior Alaska. Sprachlich sowie kulturell zählen sie zu den Alaska Athabasken oder Alaska Dene.
Es ist zudem zwischen dem Autonym als Deg Xit'an/Deg Xut'an bzw. Deg Hit'an („Einheimische“, „Locals“, „Bewohner eines Gebiets“) und der Bezeichnung ihrer Sprache als Deg Xinag/Deg Xinagi („Sprache der Einheimischen“) zu unterscheiden – da zumeist diese Alaska Dene fälschlicherweise als „Deg Xinag/Deg Xinagi“ (dem Namen ihrer Sprache) statt korrekt als „Deg Xit'an/Deg Xut'an“ (ihrem Autonym) bezeichnet werden.
Den zumeist in älteren Quellen sowie der Fachliteratur gebräuchlichen Namen Ingalik (auch: Ingalit, Inkaliten, Inkality) empfinden die „Deg Xit'an/Deg Xut'an“ als Kränkung und wird von ihnen als beleidigend abgelehnt. Dies ist nicht weiter verwunderlich, leitet er sich doch aus der Sprache der Yup'ik Eskimo ab, die mit Ingqiliq („Jene, die Eier von Läusen haben“, „Jene, die verlaust sind“) kollektiv alle Athabasken und später alle Indianer bezeichneten.

## Sprache
Ihre Sprache, das Deg Xinag bzw. Deg Xinagi („Sprache der Einheimischen“, auch bekannt als Deg Hit'an, Kaiyuhkhotana, Ingalik) gehört zu den Nördlichen Athabaskischen Sprachen und umfasst/umfasste zwei regionale Dialekte; heute gilt sie als vom Aussterben bedrohte Sprache.
Es gibt daher zwei Stammes- und Dialektgruppen:
- (Lower) Yukon Deg Xit'an/Xut'an (Eigenbezeichnung: Deg Xit'an bzw. Deg Xut'an; sprechen den Yukon-Dialekt (auch: Yukon Deg Xinag, Yukon Ingalik) in den Alaska Villages Anvik, Shageluk und Holy Cross entlang des Lower Yukon River und Innoko River, jedoch gibt es seit 2009 keine in Anvik und Holy Cross lebenden Sprecher mehr.)
- (Middle) Kuskokwim Deg Xit'an/Xut'an (Eigenbezeichnung: Digenegh Xit'an bzw. Digenegh Xut'an – „Volk entlang des mit viel Holz gesäumten Flusses, d. h. des Kuskokwim Rivers“; sprachen den Kuskokwim-Dialekt (auch: Kuskokwim Deg Xinag, Kuskokwim Ingalik) in Siedlungen entlang des Middle Kuskokwim Rivers.)

## Geschichte
Da die „Deg Xit'an/Deg Xut'an“ in älterer Literatur nach ihren Siedlungen bzw. den Flüssen auch als Anvik-Shageluk Ingalik, Kuskokwim Ingalik oder Yukon Ingalik bezeichnet wurden, kam es zu Verwechslungen mit benachbarten athabaskischen Völkern. Die nordöstlich am Oberlauf des Kuskokwim River lebenden Upper Kuskokwim (Eigenbezeichnung: Dichinanek' Hwt'ana) und die flussabwärts lebende „Deg Xit'an/Deg Xut'an“-Stammesgruppe am Middle Kuskokwim River (Eigenbezeichnung: Digenegh Xit'an/Xut'an) wurden oftmals miteinander verwechselt, da beide Autonyme einfach „Volk entlang des mit viel Holz gesäumten Flusses, d. h. des Kuskokwim River“ bedeuten; zudem nannten die „Deg Xit'an/Deg Xut'an“ die „Upper Kuskokwim“ ebenfalls Digenegh Xit'an/Xut'an. Daher wurden die „Upper Kuskokwim“ im Gebiet rund um die heutige Stadt McGrath (Upper Kuskokwim: Tochak’; Deg Xinag: Digenegh) in der historisch Fachliteratur meist McGrath Ingalik genannt und somit als eine Gruppe der „Deg Xit'an/Deg Xut'an“ betrachtet. Die „Upper Kuskokwim“ jedoch stehen sprachlich als auch kulturell den Tanana/Lower Tanana der Tanana Athabasken näher als den „Deg Xit'an/Deg Xut'an (Ingalik)“.
Andererseits wurden sowohl die „Deg Xit'an/Deg Xut'an“ als auch die ihnen sprachlich-kulturell am nächsten stehenden Holikachuk (Eigenbezeichnung: Doogh Hit’an) nordwestlich entlang des Middle und Upper Innoko River historisch oftmals als Gruppen der Koyukon (Nedz Xit'an – „flussaufwärts lebendes Volk“, Eigenbezeichnung: Tl'eeyegge Hut'aane / Tt'eeyagga hut'aaninh) betrachtet – insbesondere die „Deg Xit'an/Deg Xut'an“ wurden unter der Bezeichnung Kaiyuhkhotana (Lower Yukon Koyukon) zu einer der drei Koyukon-Stammesgruppen gezählt.
Zusammen mit den sprachlich-kulturell ihnen besonders nahe stehenden Holikachuk und Koyukon nutzten sie Hundeschlitten als Transportmittel, vermutlich hatten sie diese Technik von den Iñupiat oder Yupik Eskimo (Dodz xit'an – „flussabwärts lebendes Volk“ bzw. Novogh xit'an – „Küsten-Volk“ genannt) gelernt, von denen sie manch weitere Kulturtechnik übernahmen. Den anderen athabaskischen Völkern waren die Hundeschlitten unbekannt, daher nutzten sie bei ihren langen Fußwanderungen die Hunde nur zur Jagd, zum Schutz ihrer Lager sowie als Packtiere. Die Deg Xit'an/Deg Xut'an nutzen altbekannte Handelspfade – wie z. B. den bekannten Iditarod Trail – um benachbarte Stämme (z. B. Dena'ina, Holikachuk, Upper Kuskokwim sowie Inupiaq und Yupik Eskimo) zu besuchen, um mittels Handel Freundschaften zu pflegen oder Kriege zu beenden oder mittels Heiraten Allianzen neu zuschließen oder zu festigen.

## Heutige Stämme / Native Alaska Villages
Die „Deg Xit'an/Deg Xut'an“ leben heute im Yukon-Koyukuk Census Area, dessen Bevölkerungsdichte die niedrigste in den gesamten USA ist, und sind heute in drei sog. federally recognized (auf Bundesebene anerkannte) Alaska Native tribal entities (Stämmen) oder Alaska Villages organisiert. Ähnlich den kanadischen Inuit und First Nations, die als eigene Völker anerkannt sind, werden die indigenen Völker Alaskas in einigen rechtlichen Bereichen anders behandelt als die federally recognized tribes (Stämme) der Indianer im Rest der USA. Zudem sind sie ebenfalls Mitglied der Tanana Chiefs Conference (TCC), eines regionalen Zusammenschlusses aller Alaska Athabasken (mit Ausnahme der Ahtna und Dena'ina).
- Anvik Village (Gitr'ingithchagg – „Long skinny river mouth“), liegt westlich des Yukon River an der Mündung des Anvik River, 55 km nördlich von Holy Cross, lt. 2012 Alaska Department of Labor Estimate: 85 Bewohner, die Subsistenzwirtschaft betreiben, eigene Gärten pflegen und viele der ansässigen Familien verlassen Anvik im Sommer, um in extra errichten Fischcamps dem Fischfang nachzugehen.
- Shageluk Native Village (Łeggi Jitno), liegt am Ostufer des Innoko River (einem Nebenfluss des Yukon River), ca. 32 km östlich von Anvik und 55 km nordöstlich von Holy Cross, lt. 2012 Alaska Department of Labor Estimate: 69 Bewohner, die größtenteils von der Subsistenzwirtschaft leben.
- Holy Cross Village (Deloy Chet – „Up against the mountain“) liegt am rechten Ufer des Ghost Creek Slough vom Yukon River, 64 km nordwestlich von Aniak und 666 km südwestlich von Fairbanks, lt. 2012 Alaska Department of Labor Estimate: 181 Bewohner einschließlich Yupik Eskimo[3], die meisten betreiben Subsistenzwirtschaft und Fischfang.[4]